# Och så var de bara en (pjäs)
Och så var de bara en (engelska: And Then There Were None) är en pjäs från 1943 av deckarförfattaren Agatha Christie. Pjäsen, liksom boken från 1939 som den är baserad på, hette ursprungligen och framfördes i Storbritannien som Ten Little Niggers. Den framfördes senare under namnet Ten Little Indians.

## Kontroverser om titeln
Även om romanen inte längre kallas för Ten Little Niggers i Storbritannien har pjäsen gått under namnet Ten Little Indians när den har satts upp av repertoarteatrar eller amatörsällskap, och ön utanför Devons kust där handlingen utspelas har bytt namn från Nigger Island till Indian Island. Titeländringen i Storbritannien ägde rum ungefär 1966 när pjäsen sattes upp i Birmingham och mer än tjugo medlemmar av Committee Against Racial Discrimination paraderade utanför teatern medan publiken stod i kö för att köpa biljetter. En demonstrant höll upp ett plakat med Oxford English Dictionarys definition på "nigger": "en nedsättande benämning på färgade människor". Kommitténs ordförande påpekade att titeln redan hade ändrats i USA och krävde samma sak i England. Utan argument valde producenterna att tillmötesgå kravet.

## Bakgrund
Christie hade varit nöjd med boken och sa i sin självbiografi: "Jag skrev boken efter en enorm mängd planering och jag var nöjd med vad jag gjorde av den." Boken blev mycket väl mottagen när den publicerades och Christie fick en förfrågan från Reginald Simpson om att få dramatisera den. Christie vägrade eftersom hon själv njöt av utmaningen även om det skulle ta henne två år att utföra uppgiften. Hon visste att slutet skulle behöva ändras eftersom alla karaktärer dör i boken och därför "måste jag göra två av karaktärerna oskyldiga, för att återförenas i slutet och komma säkert ur prövningen." Den ursprungliga barnvisan som inspirerade titeln hade ett alternativt slut:
"Han gifte sig och sedan blev det ingen kvar."
Detta gjorde det möjligt för Christie att skildra ett annat slut på scenen. Tyvärr tycker alla att verket är omöjligt att producera. Endast Charles B. Cochran var entusiastisk över projektet, men var tvungen att överge på grund av brist på ekonomiskt stöd. Finansiärerna ansåg att pjäsen saknade spänning och bara skulle locka fram skratt från publiken. Pjäsen väckte så småningom intresse hos Bertie Alexander Meyer, som gick med på att sätta upp den. Det var han som redan hade hittat Charles Laughton för rollen som Hercule Poirot i pjäsen Alibi från 19281. Irene Hentschel står för iscensättningen. Under Agatha Christies överinseende ägnade hon stor uppmärksamhet åt scenografi och ljussättning för att skapa en tryckande atmosfär. Resultatet blev att spänningen är påtaglig genom hela föreställningen och rädslan och bristen på tillit mellan karaktärerna var märkbar.
Efter en försöksföreställning på Wimbledon Theatre den 20 september 1943 hade pjäsen premiär i West End på St James's Theatre den 17 november. Den fick goda recensioner och spelades i 260 föreställningar fram till den 24 februari 1944 då teatern bombades. Den flyttades sedan till Cambridge Theatre där den spelades från den 29 februari och fram till den 6 maj. Den flyttades sedan tillbaka till det restaurerade St James' den 9 maj och stängdes slutligen den 1 juli.
Även om hon inte tyckte att det var hennes bästa pjäs förklarade Christie att det var hennes bästa "hantverk". Hon ansåg också att det var den pjäs som formellt inledde hennes karriär som dramatiker, trots framgången med Balck Coffee från 1930.

## Karaktärer
- Lawrence John Wargrave: En nyligen pensionerad domare.
- Vera Elisabeth Claythorne: En ung gymnastiklärare som var tvungen att ge upp sitt jobb som hushållerska efter att barnet hon tog hand om hade dött
- Philip Lombard: En före detta kapten och upptäcktsresande med ett turbulent förflutet och en finanskris
- Emily Caroline Brent: En puritansk gammal dam, trångsynt och med ett stelt och strikt uppträdande, som alltid har varit ovillig att visa medkänsla mot andra
- John Gordon Macarthur: änkling, generalveteran från första världskriget
- Edward George Armstrong: berömd kirurg, kallad till ön av husets ägare för att följa sin frus hälsa
- Anthony James Marston: stilig och hänsynslös ättling till en rik engelsk familj
- William Henry Blore: En rå före detta polis som gjorde karriär som privatdetektiv
- Thomas och Ethel Rogers: Den servila betjänten och hans fru

## Handling
Scenversionens handling följer i stort sett romanens. Berättelsen börjar när åtta olika gäster anländer till en isolerad herrgård som ligger på en ö utanför Devons kust, och tas om hand av två gifta tjänstefolk som förbereder huset för deras ankomst. Under den första kvällen anklagas alla tio personer i en grammofoninspelning för tidigare brott som inte straffats av lagen. Snart börjar de dö en efter en, och de återstående gästerna drar slutsatsen att mördaren är en av dem själva.

## Scener
Pjäsen utspelar sig i vardagsrummet i huset på Indian Island (Nigger Island i den brittiska uppsättningen från 1943), utanför Devons kust. Tid – nutid.
AKT I
- En kväll i augusti

AKT II
- Scen 1 – Följande morgon
- Scen 2 – Samma dag. Eftermiddag

AKT III
- Scen 1 – Samma dag. Kväll
- Scen 2 – Följande morgon

## Mottagande av Londonuppsättningen
Ivor Brown recenserade pjäsen i The Observers nummer den 21 november 1943 och sade: "Miss Agatha Christie sparar inte på saker och ting. Liksom Hotspur, som kunde döda sex dussin skottar vid frukosten, klaga över sitt lugna liv och sedan be om arbete, är hon inte den som bekymrar sig om ett enda lik. Men hon kan lägga till kvalitet till kvantitet i sitt bårhus. I Ten Little Niggers visar hon en intensiv uppfinningsrikedom när det gäller att anpassa det mycket dödliga rimmet (som så märkligt nog anses vara en barnkammarfråga) till moderna förhållanden." Brown drog slutsatsen att Henrietta Watsons porträtt av Emily Brent var "den mest autentiska medlemmen av en fest utan någon framtid i den. Den där milt lugubra frasen håller sannerligen inte i pjäsen."
Regissör: Irene Hentschel
Dekor av: Clifford Pember
Regissör: Irene Hentschel

Scenograf: Clifford Pember

### Rollbesättning
William Murray – Rogers

Reginald Barlow – Narracott

Hilda Bruce-Potter – Mrs Rogers

Linden Travers – Vera Claythorne

Terence De Marney – Philip Lombard

Michael Blake – Anthony Marston

Percy Walsh – William Blore

Eric Cowley – General MacKenzie

Henrietta Watson – Emily Brent

Allan Jeayes – Sir Lawrence Wargrave

Gwyn Nicholls – Dr Armstrong

## Broadwayuppsättning
En uppsättning i New York hade premiär på Broadhurst Theatre under titeln Ten Little Indians den 27 juni 1944. Den 6 januari 1945 flyttades den till Plymouth Theatre där den spelades från den 9 januari till den 30 juni 1945. Den totala speltiden på Broadway var 426 föreställningar.
Regissör: Albert de Courville

### Rollbesättning
Neil Fitzgerald – Rogers
 
Georgia Harvey – Mrs. Rogers

Halliwell Hobbes – Sir Lawrence Wargrave

Nicholas Joy – General MacKenzie

Anthony Kemble Cooper – Anthony Marston

Claudia Morgan – Vera Claythorne

Patrick O'Connor – Fred Narracott

J. Pat O'Malley – William Blore

Michael Whalen – Philip Lombard

Estelle Winwood – Emily Brent

Harry Worth – Dr. Armstrong

## Publicering och ytterligare bearbetningar
- Pjäsen publicerades första gången av Samuel French Ltd som pocketbok 1944. Den publicerades först i inbunden form i The Mousetrap and Other Plays av G. P. Putnam's Sons 1978 och i Storbritannien av HarperCollins 1993.

- Någon gång efter andra världskrigets slut kontaktade en överlevande från koncentrationslägret Buchenwald Christie och berättade att fångarna hade iscensatt sin egen produktion där men varit tvungna att skriva sitt eget manus eftersom de inte hade haft tillgång till författarens version. Christie fick veta att de fann att det hade "hållit dem vid liv".[10]

- I november 2007 skulle Lakota East High School i West Chester, Ohio, ha framfört pjäsen, men planerna ställdes in efter att NAACP protesterat mot uppsättningen på grund av romanens originaltitel.[11] Lakota East High Schools tjänstemän reviderade därefter sina planer och bestämde sig för att framföra pjäsen den 29 november under titeln "And Then There Were None".[12]

- Ten Little Indians ansågs inte lämplig som titel när pjäsen skulle sättas upp i Nairobi men Ten Little Redskins gick bra.[1]

### 2005 års uppsättning
Den 14 oktober 2005 hade en ny version av pjäsen, skriven av Kevin Elyot och regisserad av Steven Pimlott, premiär på Gielgud Theatre i London. För detta manus återställde Elyot det ursprungliga slutet från boken där både Vera och Lombard dör och mördaren begår självmord. Rimmet och namnet på ön, "Tio små soldater" och "Soldatön", togs från aktuella utgåvor av romanen. Trots en del positiva recensioner lades pjäsen ner den 14 januari 2006.